# Feather Linux
Feather Linux је дистрибуција Гну Линукса заснована на дистрибуцији Кнопикс 3.4. Стаје на један мали CD или на 64 MB USB меморије. Намена јој је да има широк спектар апликација за радну површину, поправку и администрацију.